# Віденський конгрес

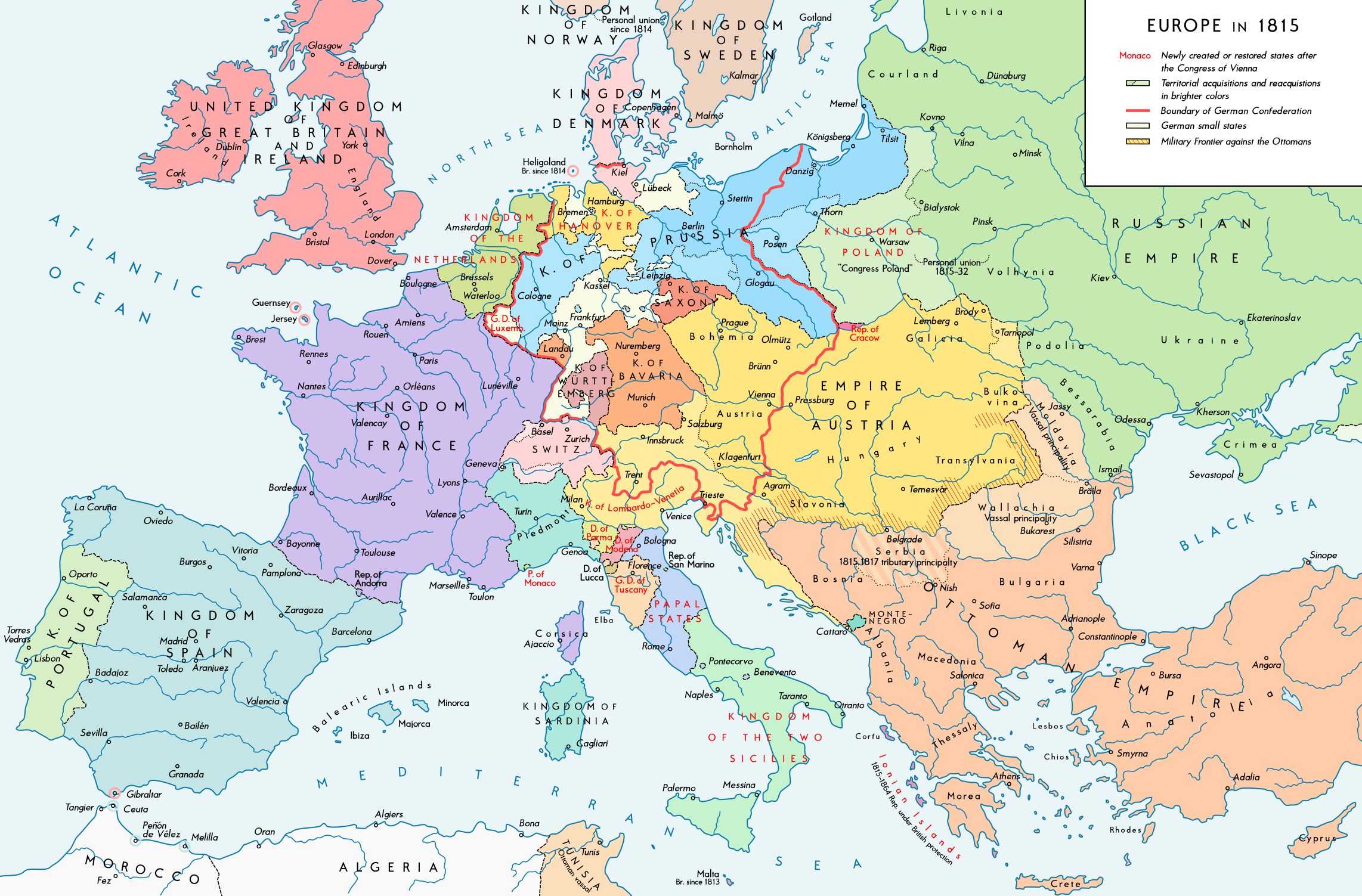
Національні кордони в межах Європи, встановлені Віденським конгресом

48°12′31″ пн. ш. 16°21′50″ сх. д. / 48.2085° пн. ш. 16.363805555556° сх. д.
Ві́денський конгре́с (фр. Congrès de Vienne, нім. Wiener Kongress) — конференція послів великих держав Європи, очолювана австрійським дипломатом Клементом фон Меттерніхом, яка проходила у Відні від 18 вересня 1814 р. до 9 червня 1815 р. До австрійської столиці з'їхалися понад двісті дипломатів майже з усіх країн континенту.
Мета конгресу полягала в урегулюванні територіальних питань й перекроїти континентальну політичну карту після розгрому наполеонівської Франції. Переможці прагнули відновити монархії, повалені після Великої французької революції, повернути на континент мир і спокій, але при цьому перекроїти карту Європи — кожен на свою користь.

## Представники країн
Головні учасники
- Австрійська імперія — король Франц II і Клемент фон Меттерніх,
- Велика Британія — Р. С. Каслрі і Артур Веллслі, герцог Веллінгтон;
- Прусське королівство — К. А. Гарденберг, Вільгельм фон Гумбольдт,
- Російська імперія — імператор Олександр І, К. В. Нессельроде, Андрій Розумовський;
- Французьке королівство — Шарль Моріс де Талейран.

Інші представники
З меншими повноваженнями були дипломати від Іспанського горолівства, Португальського королівства, Королівства Швеції і Норвегії, Нідерландського королівства, Швейцарії, Брауншвейг-Люнебурзьке герцогства, Баварського королівства, Вюртемберзьке королівство.

## Перебіг перемовин

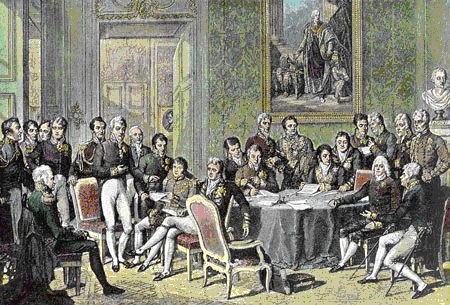
Віденський конгрес. Жан-Батист Ісабей, 1819

Особливістю Віденського конгресу було те, що його учасники ніколи не зустрічалися на спільному пленарному засіданні і велика частина обговорень відбувалася під час неофіційних зустрічей представників великих держав, без участі делегатів від менших держав. Перемовини тривали не лише за столом переговорів, а й під час прогулянок і полювань, урочистих бенкетів і балів, а іноді просто за грою в карти. Подейкували, що «конгрес не йде, а танцює». Власне, саме під час Віденського конгресу старовинні менуети поступилися місцем новому танцю — вальсу. Позбавлений шляхетської манірності, він не вимагав для себе довжелезних залів королівських палаців і більше відповідав новій добі. Але за іронією долі вальс набув поширення саме з легкої руки віденської знаті та її гостей.
Справжньою зіркою конгресу був Талейран. Він прибув до австрійської столиці вже як міністр Людовика XVIII і домігся, щоб Франція брала участь в переговорах на рівних з іншими великими державами. Основою мирних угод Талейран запропонував зробити принцип легітимізму (від латинського «легітимус» — «законний») — а легітимними вважати лише ті монархії та династії, що існували до революції чи принаймні до 1792 року. Однак союзники погоджувалися повернути дореволюційні кордони лише Франції, від власних загарбань останніх десятиріч ніхто відмовлятися не бажав. Тоді Талейран спробував використати суперечності між учорашніми союзниками й нацькувати їх одне на одного. Налякавши Меттерніха тим, що Олександр I хоче прибрати до своїх рук цілу Польщу, а Пруссія — Саксонію, він зрештою уклав таємний союз з Австрією і Британією.
Здавалося, що учасники Віденського конгресу остаточно розсварилися між собою, і цим одразу ж спробував скористатися Наполеон I, який несподівано повернувся до влади у Франції. Він оголосив, що не прагне відновлення загарбницьких воєн. Навпаки, відразу ж спрямував до європейських монархів пропозицію миру, погодившись на дореволюційні кордони Франції, і принагідно надіслав Олександрові I примірник таємного договору Людовика XVIII з Британією і Австрією, спрямований проти Росії і Пруссії.
Проте монархи були налякані вже самим фактом повернення Наполеона до влади. Новини з Парижа їх знову згуртували і змусили якнайшвидше завершити перемовини у Відні. Уже 9 червня 1815 року був укладений Кінцевий акт Віденського конгресу, який — відповідно до рекомендацій Талейрана — перетворив Європу на спільноту легітимних монархій.

## Рішення

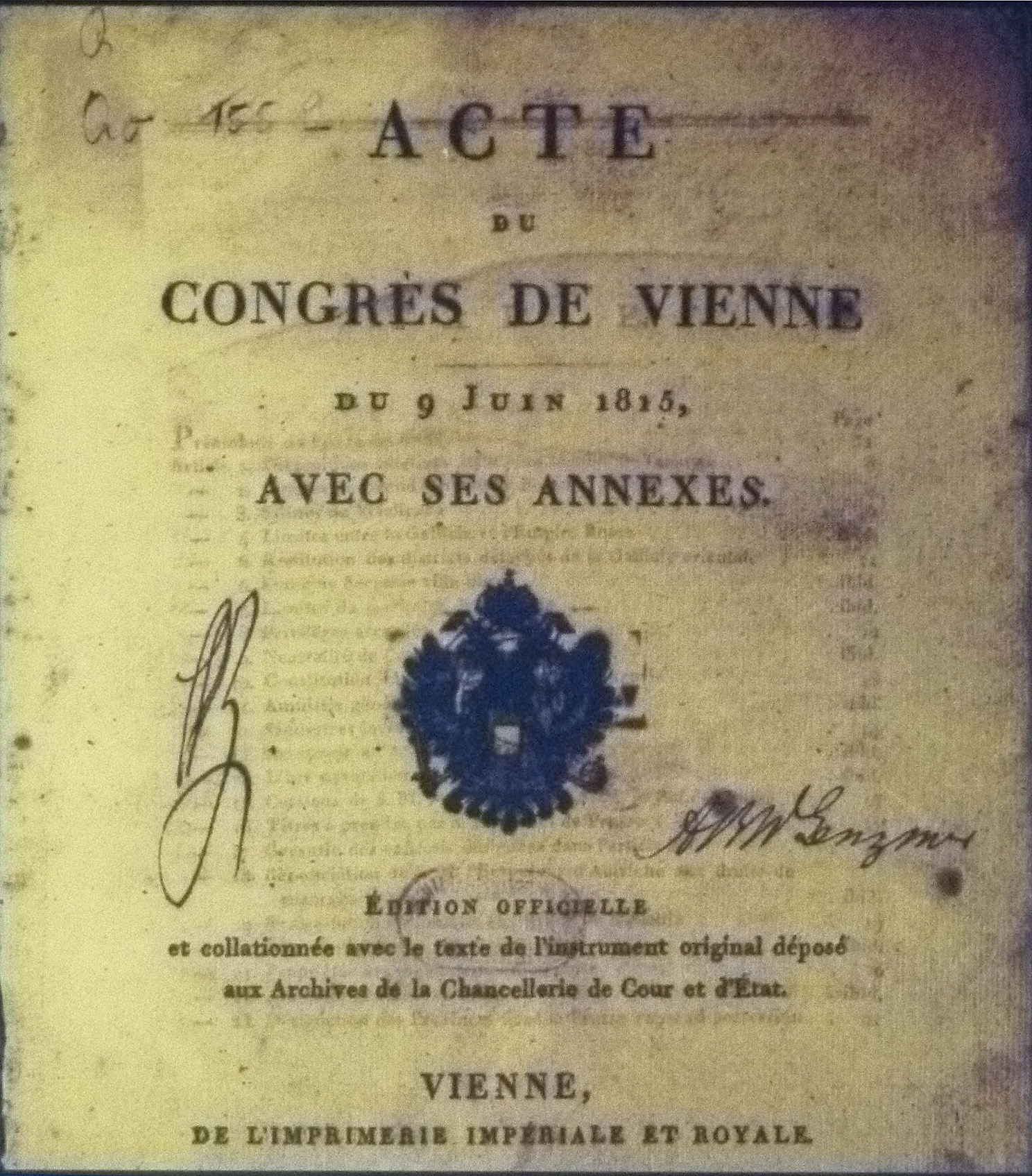
Фронтальний вигляд актів Віденського конгресу

- Росії надано велику частину Варшавського герцогства (Польща) і було дозволено залишити Фінляндію (яку вона, завоювала у Швеції в 1809 і мала під владою до 1917 року).
- Пруссії надано дві п'ятих Саксонії, захід Варшавського герцогства (Велике Князівство Познанське), Данциг і Велике князівство Нижнього Рейна
- Німецький союз з 39 держав був створений з попередніх 300 держав складових Священної Римської імперії, під головуванням австрійського імператора. Лише частина території Австрії і Пруссії, була включена до Союзу (лише ті, що були у складі Священної Римської імперії).
- Нідерланди і Південні Нідерланди (приблизно сьогоденна Бельгія) були об'єднанні в конституційну монархію — Об'єднане королівство Нідерландів, під владою династії Оранських-Нассау.
- Задля компенсації Оранським-Нассау втрати землі Нассау на користь Пруссії Об'єднане королівство Нідерландів і Велике Герцогство Люксембург утворили особистий союз у рамках династії Оранських-Нассау, з Люксембургом (але не Нідерландами) на території Німецького союзу.[4]
- Шведська Померанія, що відійшла до Данії у січні 1814 року в обмін на Норвезьке королівство, була передана до Пруссії.
- Нейтралітет Швейцарії був гарантований. Біль та Базельське князь-єпископство увійшли в склад кантону Берн. Конгрес також запропонував низку компромісів для вирішення територіальних суперечок між кантонами[5].
- Велика Британія отримала частину Французьких і Голландських колоній, а також весь французький флот.
- Ганнвоерське курфюрство здобуло статус королівства, поступилося Саксен-Лауенбурзьким герцогством королівству Данія, але отримало колишні території Мюнстерського єпископства та колишньої прусської Східної Фризії.
- Більшість територіальних завоювань Баварії, Вюртембергу, Бадену, Гессен-Дармштадту, і Нассау 1801—1806 були визнані. Баварія також установила контроль над Рейнланд-Пфальцом і частиною наполеонівського Вюрцбурзького герцогства і Великого герцогства Франкфуртського[en]. Гессен-Дармштадту в обмін на відмову від князівства Вестфалія на користь Пруссії надано Рейнгессен[en] зі столицею у Майнці.
- Австрія відновила контроль над Тіролем і Зальцбургом, колишніми Іллірійськими провінціями і отримала Ломбардо-Венеційське королівство в Італії та Рагузу в Далмації. Колишні австрійські території в південно-західній частині Німеччини залишалися під контролем Бадену і Вюртембергу, Австрійські Нідерланди, також не були повернуті.
- Габсбургам були повернені Велике герцогство Тосканське і Герцогство Модени та Реджо.
- Папська держава відновила свої колишні терени, за винятком Авіньйону і Конта-Венессену, які залишилися частиною Франції.
- Великій Британії були підтверджені права на Капську колонію, Південну Африку; Тобаго; Цейлон, і різні інші колонії в Африці і Азії. Деякі колонії, передусім Голландська Ост-Індія і Мартиніка, були повернені їхнім попереднім власникам.
- Король Сардинії відновив владу в П'ємонті, Ніцці і Савої й одержав контроль над Генуєю (кінець тимчасово відновленої Генуезької республіки).
- Герцогство Парма, П'яченца і Гуасталла отримала Марія Луїза, дружина Наполеона. Для династії Бурбон-Парма створено Лукканське герцогство, яке мало право на повернення Парми після смерті Марії Луїзи.
- Бурбон Фердинанд I відновив контроль над Неаполітанським королівством, але під час Ста днів підтримав Наполеона, викликавши Неаполітанську війну.
- Работоргівля була засуджена.
- Свобода судноплавства була гарантована на багатьох річках, зокрема на Рейні й Дунаї.

Кінцевий акт підписали представники Австрії, Франції, Португалії, Пруссії, Росії, Швеції-Норвегії та Великої Британії. Іспанія не підписала, але ратифікувала результати 1817 року.
Згодом Фердинанд IV Бурбон, король Сицилії, повернув контроль над Неаполітанським королівством, після того як Йоахім Мюрат, король, запроваджений Бонапартом, підтримав Наполеона протягом Ста днів і розпочав Неаполітанську війну 1815 року, напавши на Австрію.